# CiNii
CiNii (/ˈsaɪniː/) là một dịch vụ cơ sở dữ liệu thư mục cho tài liệu trong các thư viện học thuật Nhật Bản, đặc biệt tập trung vào các ấn phẩm tiếng Nhật và tiếng Anh được xuất bản tại Nhật Bản. Cơ sở dữ liệu này được thành lập vào tháng 4 năm 2005 và được duy trì bởi National Institute of Informatics. Dịch vụ tìm kiếm bên trong sơ sở dữ liệu được duy trì bởi chính NII [NII Electronic Library Service (NII-ELS) và Citation Database for Japanese Publications (CJP)], cũng như các cơ sở dữ liệu được National Diet Library của Nhật Bản, kho lưu trữ thể chế, và các tổ chức khác cung cấp.
Cơ sở dữ liệu chứa hơn 15 triệu bài viết từ hơn 3.600 ấn phẩm. Thông thường thì một tháng (vào thời điểm năm 2012) có hơn 30 triệu lượt truy cập từ 2,2 triệu khách truy cập, và là cơ sở dữ liệu lớn nhất và toàn diện nhất của loại hình này tại Nhật Bản. Mặc dù là cơ sở dữ liệu đa ngành,phần lớn các truy vấn mà nó nhận được là cho các lĩnh vực khoa học xã hội và nhân văn, có lẽ vì CiNii là cơ sở dữ liệu duy nhất bao gồm các công trình học thuật của Nhật Bản trong lĩnh vực này (trái ngược với kho học tự nhiên, hình thức và y học được hưởng lợi từ các cơ sở dữ liệu khác).

## Định danh cơ sở dữ liệu
Cơ sở dữ liệu gán một mã định danh duy nhất, NII Article ID (NAID), cho mỗi mục bài báo của nó. Một mã định danh khác, NII Citation ID (NCID or 書誌ID) hay NACSIS-CAT Record ID, được sử dụng cho sách.

### Ví dụ về NCID
- NCID BA04004867 cho phiên bản 1951 Little, Brown của The Catcher in the Rye
- NCID BB17611495 cho phiên bản 2010 Penguin của The Catcher in the Rye
- NCID BA36680090 cho phiên bản 1952 của Kiken na nenrei (危険な年齢), NCID BN01880084 cho phiên bản 1964 của Rai-mugi batake de tsukamaete (ライ麦畑でつかまえて), và NCID BA61718322 cho phiên bản 2003 của Kyatchā in za rai (キャッチャー・イン・ザ・ライ), cả ba đều là bản dịch tiếng Nhật của The Catcher in the Rye
- NCID BB13715590 cho phiên bản 1997 của Mai tian li de shou wang zhe (麦田里的守望者), bản dịch tiếng Trung của The Catcher in the Rye.

Mã định danh của được gán cho tác giả của sách và của bài báo, cho mỗi series riêng biệt (vì vậy một tác giả có thể có giá trị định danh khác nhau cho mỗi loại). Ví dụ như Shinsaku Kimoto là DA00432173 cho sách và 9000002393144 cho bài báo.